# Nazionale di slittino dell'Italia
La nazionale di slittino dell'Italia è la rappresentativa nazionale dell'Italia in tutte le manifestazioni dello slittino, dalle Olimpiadi ai mondiali, passando per gli europei e la Coppa del Mondo.
Raggruppa tutta gli slittinisti di nazionalità italiana selezionati dagli appositi organi ed è posta sotto l'egida della Federazione italiana sport invernali (FISI); sono inoltre previste squadre giovanili, che prendono parte ai Giochi olimpici giovanili, ai mondiali juniores, alle Coppe del Mondo juniores e giovani, nonché a tutte le altre manifestazioni internazionali di categoria.

## Storia

### Le origini e gli anni cinquanta
Nonostante la storia di questa disciplina sia molto antica, e la prima competizione ufficiale risalga addirittura al 1883, non si hanno notizie di atleti italiani in gare internazionali se non dagli europei di Igls 1951, quando gli azzurri ottennero come migliori risultati due quinti posti con Walter Hofer e Lotte Scheimpflug rispettivamente nel singolo uomini ed in quello donne. Proprio l'atleta austriaca, naturalizzata italiana a seguito del matrimonio, ottenne la prima medaglia per l'Italia a Davos 1954, sempre agli europei e sempre nel singolo. Nei due anni successivi le donne azzurre conquistarono altre due medaglie di bronzo sempre nel singolo con Erika Leitner ed ancora con la Scheimpflug.
Dal 1955 inoltre vennero istituiti i campionati mondiali e già nella seconda edizione di Davos 1957 gli italiani conquistarono due medaglie: l'argento nel doppio con Giorgio Pichler e Hubert Ebner ed il bronzo nel singolo femminile con Brigitte Fink. A Villard-de-Lans 1959 David Moroder si assicurò il primo podio nel singolo uomini, aggiudicandosi la medaglia di bronzo.

### Gli anni sessanta ed i primi anni settanta
In questo periodo gli azzurri iniziarono ad inserirsi stabilmente nelle prime posizioni delle varie competizioni internazionali e giunsero anche le prime vittorie: Giorgio Pichler ed Enrico Prinoth vinsero l'oro nel doppio ai campionati mondiali Girenbad 1961, l'anno successivo a Krynica-Zdrój Giovanni Graber e Giampaolo Ambrosi bissarono questa vittoria per i colori azzurri.
L'ammissione dello slittino nel programma olimpico avvenne ai Giochi di Innsbruck 1964, occasione in cui la squadra italiana conquistò una medaglia di bronzo nel doppio, formato da Walter Außendorfer e Sigisfredo Mair. Quattro anni più tardi, a Grenoble 1968, Erika Lechner nel singolo femminile ottenne il primo oro olimpico per l'Italia in questo sport, divenendo altresì la prima azzurra a salire sul gradino più alto del podio ai Giochi olimpici invernali. La Lechner in carriera riuscirà a vincere anche un titolo europeo ed un argento mondiale, entrambi conquistati nel 1971.
Proprio in quell'anno, ai mondiali casalinghi di Valdaora, i primi disputati sul suolo italiano, gli azzurri ottennero, oltre all'argento della Lechner, due medaglie d'oro: con Karl Brunner nel singolo maschile e con Paul Hildgartner e Walter Plaikner nel doppio. Gli stessi Hildgartner e Plaikner avevano appena ottenuto il titolo continentale e si presentarono come i logici favoriti alle Olimpiadi di Sapporo 1972; i due azzurri non delusero le attese vincendo l'oro, seppur a pari merito con il duo tedesco orientale formato da Horst Hörnlein e Reinhard Bredow. La coppia Hildgartner-Plaikner continuò ad ottenere importanti risultati anche negli anni immediatamente successivi, quali un bronzo mondiale ad Oberhof 1973 ed un altro oro europeo ad Imst 1974.

### Dalla seconda metà degli anni settanta agli anni ottanta
Dopo un biennio passato senza ottenere risultati di spicco, che culminò con i Giochi di Innsbruck 1976 nel quale gli azzurri ottennero, come miglior risultato, solamente un settimo posto nel doppio con la coppia formata da Karl Feichter ed Ernst Haspinger, la squadra italiana tornò protagonista della scena internazionale. Nel 1977 Karl Brunner conquistò la medaglia di bronzo nel singolo agli europei di Schönau am Königssee e quella d'argento nel doppio ai mondiali di Igls, in coppia con Peter Gschnitzer, e l'anno successivo Paul Hildgartner, che aveva iniziato a gareggiare nel singolo dopo il ritiro di Plaikner, ottenne una storica accoppiata trionfando sia ai campionati europei di Hammarstrand sia nella rassegna iridata di Imst, dopo che nella stessa stagione aveva conquistato la prima gara della neonata Coppa del Mondo ed era giunto secondo nella classifica finale. Nello stesso anno la coppia Gschnitzer-Brunner vinse la gara inaugurale di Coppa nel doppio ed a fine stagione conquistò la sfera di cristallo per quanto concerne la specialità biposto. Anche il 1979 risultò un anno particolarmente favorevole per i colori azzurri: Gschnitzer-Brunner rivinsero la classifica di Coppa del Mondo, oltre al bronzo europeo ad Oberhof; tra le donne si tornò ad occupare le prime posizioni grazie a Marie-Luise Rainer che vinse il bronzo ai mondiali di Schönau am Königssee e fu seconda nel circuito di Coppa, mentre nel singolo uomini gli italiani occuparono tutti e tre i gradini della graduatoria di Coppa del Mondo, rispettivamente con Hildgartner, Hansjörg Raffl e Brunner ed ottennero la medaglia d'argento e di bronzo ai campionati mondiali ancora con Brunner ed Hildgartner.
Forti di questi risultati, e dopo un campionato europeo a Valdaora in cui gli italiani si aggiudicarono l'oro, l'argento ed il bronzo nel singolo maschile con Brunner, Hildgartner ed Haspinger oltre ad un argento in quello femminile con la Rainer, si presentarono all'appuntamento più importante del quadriennio, i Giochi olimpici di Lake Placid 1980, come una delle squadre più competitive ed intenzionati a riscattare gli opachi risultati ottenuti alle Olimpiadi austriache del 1976. Il risultato finale fu di due medaglie d'argento: una nel doppio con Gschnitzer-Brunner ed una nel singolo uomini con Hildgartner, quest'ultimo argento però fu vissuto con un po' di amarezza dalla squadra azzurra, dopo tre delle quattro discese in programma infatti gli italiani si trovavano ad occupare la prima e la terza posizione, rispettivamente con Haspinger ed Hildgartner; proprio Ernst Haspinger aveva un vantaggio praticamente incolmabile di quasi mezzo secondo sul più immediato inseguitore, il tedesco orientale Bernhard Glass, ma nel corso della quarta manche fu vittima di un incredibile rovesciamento all'ultima curva che gli costò la medaglia d'oro, andata al tedesco. Al termine della stagione Haspinger si "consolò" con la conquista della classifica di Coppa del Mondo, davanti all'altro italiano Brunner.
Nel 1981 l'Italia dominò in Coppa del Mondo con ben diciannove podi ottenuti nelle cinque tappe di cui constava la manifestazione e vincendo la classifica generale del singolo con ben due atleti: Haspinger ed Hildgartner vinsero infatti il trofeo ex aequo, avendo ottenuto lo stesso numero di punti, mentre al terzo posto si piazzò Brunner; nel singolo femminile Monika Auer e Marie-Luise Rainer conclusero rispettivamente in seconda e terza posizione e nel doppio Karl Brunner e Hansjörg Raffl giunsero al secondo posto; ai campionati mondiali di Hammarstrand Ernst Haspinger ottenne la medaglia di bronzo nel singolo. L'anno successivo ancora Haspinger nel singolo giunse in terza posizione agli europei di Winterberg e conquistò la sua terza sfera di cristallo consecutiva, e, sempre in Coppa del mondo, Marie-Luise Rainer e Monika Auer si scambiarono le posizioni dell'anno precedente. Il 1983 vide ancora gli italiani protagonisti in Coppa con la vittoria di Paul Hildgartner nel singolo e della coppia formata da Hansjörg Raffl e Norbert Huber nel doppio, mentre nella rassegna iridata di Lake Placid, gli stessi tre azzurri portarono a casa rispettivamente la medaglia di bronzo nell'individuale e la medaglia d'argento nella specialità biposto.
La stagione 1984 si aprì con il trionfo della squadra italiana ai campionati europei di Valdaora, gli azzurri infatti vinsero la medaglia d'oro in tutti e tre gli eventi in programma: Monika Auer nel singolo femminile, Helmut e Walter Brunner nel doppio, mentre l'altro duo formato da Raffl e Huber finì al terzo posto, e con Paul Hildgartner nel singolo; in quest'ultima specialità, come quattro anni prima nella stessa località trentina, tutti e tre i gradini del podio furono occupati da atleti italiani, grazie all'argento di Norbert Huber ed al bronzo di Ernst Haspinger. In occasione dei Giochi olimpici di Sarajevo 1984 però solo Hildgartner riuscì a confermare i risultati ottenuti nel torneo continentale, cogliendo la medaglia d'oro nel singolo. Con questa vittoria divenne il secondo slittinista nella storia, dopo Thomas Köhler, capace di conquistare l'oro olimpico tanto nel singolo quanto nel doppio e l'unico che sia riuscito a centrare la doppietta anche ai campionati mondiali ed a quelli europei. In Coppa del Mondo gli azzurri chiusero la stagione con due secondi posti: di Huber nel singolo e di Raffl e Huber nel doppio.
Nel 1985 l'Italia chiuse senza medaglie i mondiali di Oberhof, ma conquistò due trofei di cristallo con Norbert Huber nel singolo ed ancora con Huber in coppia con Hansjörg Raffl nella specialità a due posti. Con questo duplice successo Huber divenne il primo ed è a tutt'oggi l'unico ad aver vinto la Coppa in tutte e due le competizioni. L'anno successivo riuscì a bissare questo doppio trionfo e Marie-Luise Rainer completò l'opera conquistando la Coppa nel singolo femminile; agli europei di Hammarstrand ancora Raffl e Huber conclusero in terza piazza la gara del doppio. Anche il 1987 fu avaro di medaglie iridate, ma i piazzamenti furono ottenuti nella Coppa del Mondo: Norbert Huber conquistò il terzo trofeo consecutivo nel singolo mentre nel doppio con Raffl giunse terzo e nel singolo femminile la Rainer ottenne la seconda posizione.
Nel 1988 si tennero i campionati continentali di Schönau am Königssee e soprattutto i Giochi di Calgary 1988; in ambito azzurro iniziarono ad ottenere i loro primi importanti risultati alcuni giovani tra i quali Arnold e Wilfried Huber, fratelli di Norbert, e Gerda Weissensteiner. Proprio questi ultimi tre, insieme agli altri veterani Paul Hildgartner, Marie-Luise Rainer e Hansjörg Raffl, conquistarono la medaglia di bronzo europea nella gara a squadre, che per la prima volta faceva capolino in una competizione slittinistica, dietro alle due nazionali tedesche; sempre agli europei Raffl e Norbert Huber ottennero la medaglia d'argento nel doppio. Alle Olimpiadi invece l'Italia non riuscì a salire sul podio, a causa anche di un problema di salute del più grande degli Huber, che si presentava con ottime credenziali sia nel singolo che nel doppio, che lo costrinse a dare forfait ed a ricoverarsi in ospedale; in Coppa del Mondo la stagione si concluse con il secondo posto della Rainer nel singolo femminile ed il terzo della coppia formata Raffl e Norbert Huber. Nel 1989 si continuò l'opera di ringiovanimento della nazionale, anche per via del ritiro di Paul Hildgartner e Marie-Luise Rainer, ma i risultati comunque non mancarono: nei mondiali a Winterberg Weissensteiner vinse l'argento nel singolo donne e la coppia costituita da Hansjörg Raffl e Norbert Huber ottenne il secondo posto nel doppio, ma soprattutto la squadra italiana, composta oltre a loro tre da Gerhard Plankensteiner e Veronika Oberhuber conquistò il titolo iridato nella gara a squadre. In Coppa gli azzurri conclusero la stagione con il trionfo di Raffl-Huber nel doppio e con la seconda posizione di Gerda Weissensteiner nel singolo femminile.

### Gli anni novanta
Gli anni novanta si aprirono con la novità del mondiale che divenne a cadenza annuale, eccezion fatta per l'anno olimpico, e quindi nel 1990 si disputarono sia i campionati europei ad Igls sia i campionati mondiali a Calgary. In entrambe le occasioni gli atleti italiani ben figurarono, conquistando due medaglie d'argento, con la Weissensteiner e con il doppio Huber-Raffl, ed una di bronzo nella gara squadre per quanto concerne la manifestazione continentale, mentre nella rassegna canadese il team azzurro giunse secondo nella gara a squadre ed occupò i primi due posti nel doppio, vincendo l'oro con la coppia Norbert Huber e Hansjörg Raffl, e la medaglia d'argento con il duo formato dall'altro Huber, Wilfried, in coppia con Kurt Brugger; nella classifica di Coppa del Mondo i due doppi azzurri bissarono il risultato iridato, mentre Norbert Huber e Gerda Weissensteiner giunsero rispettivamente terzo e seconda nei rispettivi trofei del singolo. La stagione seguente si tennero i mondiali di Winterberg ed in quell'occasione il più giovane dei fratelli Huber, Arnold, sbaragliò la concorrenza nel singolo vincendo l'oro, mentre Norbert, insieme a Raffl, colse il bronzo nel doppio e la squadra azzurra giunse terza nella gara riservata alle compagini nazionali; in Coppa del Mondo vinsero ancora una volta Huber e Raffl, mentre la Weissensteiner finì nuovamente in seconda posizione.
L'anno seguente fu quello dei Giochi olimpici di Albertville 1992, preceduti dagli europei di Winterberg che videro la vittoria del doppio con Huber-Raffl seguiti dall'altro duo azzurro di Brugger e Huber, Norbert Huber colse altresì il secondo posto nel singolo e la formazione azzurra giunse terza nella gara a squadre. Le Olimpiadi non andarono altrettanto bene per la nazionale italiana, inizialmente già logorata dalle polemiche interne che avevano portato all'esclusione di Arnold Huber dalla gara del singolo, di cui era campione del mondo in carica; la spedizione azzurra fu "salvata" da Norbert Huber e Hansjörg Raffl, che portarono a casa la medaglia di bronzo nella specialità biposto, dopo che lo stesso Norbert e Gerda Weissensteiner erano giunti quarti nelle gare del singolo. Sempre Huber e Raffl ottennero la vittoria nella classifica di Coppa del Mondo di doppio. Nel 1993 si tennero nuovamente i campionati mondiali a Calgary ed in quell'occasione ci fu la pronta riscossa degli italiani che riuscirono a salire sul podio in tutte e quattro le specialità: Gerda Weissensteiner vinse l'oro nel singolo femminile, le coppie formate da Norbert Huber e Hansjörg Raffl e da Kurt Brugger e Wilfried Huber giunsero rispettivamente seconde e terze nel doppio e lo stesso Wilfried colse la medaglia di bronzo pure nel singolo uomini; terzo, inoltre, fu anche il risultato dell'Italia nella gara a squadre. In Coppa del Mondo la Weissensteiner si aggiudicò il trofeo nel singolo, mentre Huber e Raffl conquistarono per l'ottava volta la sfera di cristallo nel doppio, record a tutt'oggi ancora ineguagliato di trofei di Coppa per la specialità biposto.
L'anno successivo si gareggiò a Schönau am Königssee per i titoli continentali e soprattutto furono disputati i Giochi di Lillehammer 1994; entrambe le competizioni furono ricche di soddisfazioni per i colori azzurri: nel singolo maschile Armin Zöggeler colse i suoi primi risultati di rilievo ottenendo la medaglia di bronzo in entrambe le manifestazioni, nella gara femminile Gerda Weissensteiner conquistò l'oro in ambedue le occasioni, completando con la stagione precedente quello che può considerarsi a tutti gli effetti un grande slam, dato che deteneva nello stesso momento l'alloro olimpico, il titolo mondiale, quello europeo e la Coppa del Mondo; nel doppio le coppie italiane fecero addirittura meglio ottenendo in tutte e due le rassegne i primi due gradini del podio: Norbert Huber con Hansjörg Raffl e Kurt Brugger con Wilfried Huber vinsero rispettivamente l'oro e l'argento agli europei, mentre alle Olimpiadi le due coppie si scambiarono di posto; a suggellare la supremazia degli atleti azzurri, la nazionale italiana vinse l'oro nella gara a squadre al campionato europeo. Il risultato di squadra fu comunque sottolineato anche dai piazzamenti degli altri azzurri presenti alla spedizione norvegese Natalie Obkircher giunse quinta nella gara riservata alle donne, mentre nel singolo uomini Arnold Huber e suo fratello Norbert giunsero in quarta e sesta posizione. Lo stesso Arnold fu l'unico della famiglia Huber a non riuscire a centrare la medaglia in quell'edizione dei Giochi: infatti l'altro fratello Günther, anche lui con un breve trascorso da slittinista, conquistò il bronzo nel bob a due.
Sulla stessa pista che dodici mesi prima aveva ospitato i Giochi si disputarono i mondiali del 1995, in quell'occasione Armin Zöggeler vinse il suo primo titolo mondiale nel singolo, mentre i vincitori dell'oro olimpico Gerda Weissensteiner e Brugger-Huber ottennero la medaglia di bronzo nelle loro rispettive specialità; nella gara a squadre l'Italia si piazzò al secondo posto alle spalle della nazionale tedesca. Gli stessi Brugger-Huber e Zöggeler colsero la piazza d'onore nella classifica finale di Coppa del Mondo.
Nel 1996 furono disputati i campionati europei a Sigulda, in cui l'Italia concluse il medagliere con l'argento ottenuto da Gerhard Plankensteiner e Oswald Haselrieder nel doppio ed il bronzo nella gara a squadre, nonché i mondiali di Altenberg in cui gli italiani ottennero la medaglia di bronzo nel singolo femminile con la Weissensteiner, nel doppio con la coppia Plankensteiner-Haselrieder e nella gara a squadre. In Coppa del Mondo Armin Zöggeler e Gerda Weissensteiner conclusero la stagione con il secondo posto nelle loro rispettive specialità. Nella rassegna iridata dell'anno successivo ad Igls l'Italia conquistò solo un bronzo nella gara a squadre, mentre nella stagione di Coppa ottenne un terzo posto posto nel singolo uomini grazie a Wilfried Huber e la seconda piazza nel doppio con Plankensteiner e Haselrieder.
Ai Giochi olimpici di Nagano 1998 gli azzurri conquistarono una medaglia: l'argento nel singolo con Armin Zöggeler; in precedenza agli europei di Oberhof Norbert Huber, che gareggiava solo nel singolo dopo il ritiro di Hansjörg Raffl avvenuto alla conclusione delle precedenti Olimpiadi di Lillehammer, aveva ottenuto il bronzo mentre il team italiano si era aggiudicato il secondo posto nella gara a squadre. Gli azzurri portarono a casa due Coppe di cristallo con Zöggeler e con Gerda Weissensteiner, che proprio alla fine di quella stessa stagione terminò la carriera agonistica nello slittino e, dopo una breve pausa lontana dalle competizioni, passò a gareggiare nel bob, che le avrebbe regalato un bronzo olimpico a Torino 2006 facendola diventare l'unica atleta italiana capace di salire sul podio olimpico in due sport differenti. L'anno seguente i campionati mondiali si corsero sulla pista di Schönau am Königssee e la squadra azzurra ottenne due medaglie, entrambe nel singolo uomini: Armin Zöggeler vinse la gara e Norbert Huber giunse al terzo posto, in quello che fu il suo ultimo risultato di prestigio in una carriera ricca di successi e che avrebbe concluso nella stagione seguente.